# Алисардах (Верхоянський улус)
Алисардах (рос. Алысардах, якут. Алыһардаах) — село Верхоянського улусу, Республіки Саха Росії. Входить до складу Адиччинського наслегу.
Населення — 103 особи (2015 рік).
Село розташоване за 73 кілометри від адміністративного центру улусу — міста Верхоянська.